# Rhynchophora
Rhynchophora là một chi thực vật có hoa trong họ Malpighiaceae.

## Loài
Chi Rhynchophora gồm các loài: